# Chiesa dei Santi Cosma e Damiano (Matera)
La chiesa dei Santi Cosma e Damiano è una chiesa rupestre sconsacrata ubicata a Matera.

## Storia e descrizione
L'unico documento in cui la chiesa viene citata risale al 1543, quando ne venne decretata la chiusura a causa delle pessime condizioni in cui versava: non si conosce quindi la sua data di costruzione ma è risaputo che fosse una delle ventitré parrocchie istituite durante l'epoca angioina.
Tradizionalmente la chiesa è riconosciuta in una grotta, posta nel rione di Civita, composta da un vestibolo a cui segue un'aula divisa in due navate: entrambe le navate sono dotate di presbiterio e terminano con un'abside con tre nicchie. Sono completamente andate perdute le decorazioni pittoriche.
Secondo una ricerca condotta da alcuni studiosi locali nel 2015, la chiesa sarebbe stata identificata nelle immediate vicinanze dell'altra, in una grotta utilizzata in passato come cantina e abitazione, poi abbandonata. La struttura è composta da tre navate, anche se quella di destra è andata perduta a seguito della costruzione della strada adiacente: inoltre, un passaggio conduce a un ambiente inferiore, posto perpendicolarmente rispetto alla sala superiore, utilizzato probabilmente come sepolcreto. Anche in questo caso non sono state ritrovate tracce di decorazioni pittoriche.